# فيونا ثورنيويل
فيونا ثورنيويل (Fiona Thornewill) (من مواليد 10 يوليو 1966)، هي مستكشفة إنجليزية وصلت إلى القطب الجنوبي منفردة ودون مساعدة في 42 يومًا قياسيًا في عام 2004 .